# قهرمان (فیلم ۱۹۳۱)
قهرمان (انگلیسی: The Champ) فیلمی در ژانر درام به کارگردانی کینگ ویدور است که در سال ۱۹۳۱ منتشر شد.

## بازیگران
- والاس بیری
- جکی کوپر
- آیرین ریچ
- Roscoe Ates
- مارسیا مای جونز
- دل هندرسون
- ادوارد بروفی
- هیل همیلتون
- فرانک هاگنی
- لی فلپس